# Edificio Sedan
L'Edificio Sedan (in portoghese Edifício Sedan) è un grattacielo di Rio de Janeiro in Brasile.

## Storia
I lavori di costruzione della torre vennero completati nel 1980. Originariamente l'edificio portava il nome di Edifício Cidade de São Sebastião do Rio de Janeiro, ma con gli anni passò a essere conosciuto con il nome attuale in riferimento a una delle due vie si cui si affaccia, la Rua Senador Dantas.

## Descrizione
L'edificio sorge nel quartiere Centro di Rio de Janeiro e presenta un'altezza di 146 metri per 40 piani. La torre è a destinazione commerciale.